# Doug Savant
Doug Peter Savant (* 21. června 1964, Burbank, USA) je americký herec. Mezi jeho nejvýznamnější role patří Matt Fielding v seriálu Melrose Place a Tom Scavo v seriálu Zoufalé manželky.